# Barão de São Miguel
Barão de São Miguel is een plaats (freguesia) in de Portugese gemeente Vila do Bispo en telt 440 inwoners (2001).